# Gary Doherty
Gary Doherty (ur. 31 stycznia 1980 roku w Donegal) – irlandzki piłkarz występujący na pozycji obrońcy. Obecnie gra w Charlton Athletic.

## Kariera klubowa
Gary Doherty zawodową karierę rozpoczynał w 1997 roku w angielskim klubie Luton Town. Początkowo pełnił w nim rolę rezerwowego i na boisko wchodził praktycznie tylko jako zmiennik. Miejsce w podstawowym składzie wywalczył sobie w sezonie 1990/2000, kiedy to rozegrał 40 meczów w wyjściowej jedenastce. Jeszcze w trakcie rozgrywek Doherty podpisał kontrakt z Tottenhamem Hotspur. W sezonie 2000/2001 irlandzki obrońca w barwach "Kogutów" rozegrał 22 pojedynki w Premier League. Następne trzy sezony w ekipie "Spurs" były dla Doherty'ego jednak zupełnie nieudane, bowiem Irlandczyk tylko sporadycznie dostawał szanse występów. Z tego właśnie powodu w sezonie 2004/2005 Doherty odszedł do grającego w The Championship Norwich City. W 2006 roku został wybrany najlepszych piłkarzem sezonu w drużynie "The Canaries", a na początku rozgrywek 2007/2008 zanotował swój setny ligowy występ w barwach Norwich. W lipcu 2010 roku podpisał kontrakt z Charltonem.

## Kariera reprezentacyjna
W reprezentacji Irlandii Doherty zadebiutował 26 kwietnia 2000 roku w przegranym 0:1 meczu przeciwko Grecji. Łącznie dla drużyny narodowej rozegrał 34 pojedynki i strzelił cztery gole. Ostatni występ w kadrze zanotował w 2005 roku.